# Hargdammen
Hargdammen är en sjö i Vetlanda kommun i Småland och ingår i Emåns huvudavrinningsområde. Hargdammen ligger i Illharjen Natura 2000-område.